# Dorycera inornata
Dorycera inornata är en tvåvingeart som beskrevs av Friedrich Hermann Loew 1864. Dorycera inornata ingår i släktet Dorycera och familjen fläckflugor. Inga underarter finns listade i Catalogue of Life.